# Siviriez
Siviriez (frp. Cheveri) – gmina (fr. commune; niem. Gemeinde) w Szwajcarii, w kantonie Fryburg, w okręgu Glâne. 1 stycznia 2004 do gminy przyłączono gminy Chavannes-les-Forts, Prez-vers-Siviriez i Villaraboud.

## Demografia
W Siviriez mieszka 2528 osób. W 2020 roku 17,2% populacji gminy stanowiły osoby urodzone poza Szwajcarią.

## Transport
Przez teren gminy przebiega droga główna nr 155.